# Concheiro de Fiais
O Concheiro de Fiais é um sítio arqueológico na freguesia de Boavista dos Pinheiros, no Município de Odemira, em Portugal. 

## Descrição e história
O sítio arqueológico situa-se no Monte das Lágrimas, a cerca de 2 Km da vila de Odemira, no sentido Sudeste. Consiste num concheiro, que ocupava uma área de cerca de 1000 m², sendo considerado como uma das maiores estruturas deste tipo na zona de planície do litoral alentejano.
No local foi encontrado um espólio muito rico, que incluía vértebras de peixes, e moluscos de espécies marinhas e de estuário, como a lapa, mexilhão, caramujo, púrpura, berbigão, lamejinha, ostra, amêijoa, e lingueirão. Também continha milhares de ossos de mamíferos, pertencentes a espécies não domesticadas. Os ossos pertencem principalmente à família dos cervídeos, nomeadamente veados, corços, javalis e auroques, enquanto que os outros animais incluem coelhos, lebres, raposas, gatos silvestres ou linces, texugos e cães. Uma análise dos vestígios osteológicos dos grandes vertebrados revelou que estes eram quase todos machos, e que foram abatidos antes de atingir a maturidade, o que indicia uma cuidadosa estratégia na escolha das presas, de forma a garantir a continuidade da sua reprodução.
Também foram encontradas contas de colar, e várias peças líticas, como um polidor em grauvaque. No grupo dos elementos líticos, destaca-se a presença de micrólitos de forma geométrica, que incluíam lamelas, lâminas de crista e de outros tipos, esquírolas, lascas de rejuvenescimento do núcleo e de outras tipologias em quartzito, cristais de rocha e quartzo, peças geométricas e em forma de trapézios e triângulos, um raspador de configuração côncava, e lamelas em cherte de vários tipos, como de dorso, apontadas, e com encoche. Foram igualmente descobertos vestígios osteológicos humanos, demonstrando que a área do concheiro também foi utilizada como necrópole, situação que também sucedeu com outras estruturas deste tipo nos vales dos rios Sado e Tejo, e na faixa literal do Sudoeste alentejano.
O sítio terá sido ocupado durante o período mesolítico, há cerca de sete a oito mil anos atrás, podendo ser parte de acampamento permanente de povos caçadores-recolectores, que estaria ligado a outros locais que seriam habitados de forma temporária, e que teriam funções especializadas. Estes habitantes aproveitavam os recursos da região do baixo vale do Rio Mira, cuja disponibilidade mudava de acordo com a época do ano.
Foi alvo de vários trabalhos arqueológicos entre 1986 e 1995. Porém, esta área foi ocupada, a partir dos finais da década de 1990, por uma grande exploração agrícola de regadio, que segundo o arqueólogo Jorge Vilhena, «tem destruído a jazida de forma irreparável, devido à implantação de estruturas, ao profundo revolver e alterações físico-químicas provocadas no subsolo, uma vez que as camadas com restos biológicos de grande antiguidade e valia científica se encontram apenas a 40 cm de profundidade». Explicou que «a carga de estruturas, revolvimento do solo e alterações químicas provocadas pelo uso de fertilizantes, herbicidas e pesticidas inviabilizam a conservação dos importantes restos bioarqueológicos com oito mil anos de história».